# Първа френска военна мисия в Япония
Първата френска военна мисия в Япония от 1867 – 1868 г. е една от първите чуждестранни военни мисии в Япония. Тя е изпратена от император Наполеон III по искане на шогуната, изразено от японския пратеник в Европа, Шибата Такенака (1823 г. – 1877 г.)
Шибата вече преговаря за финалното споразумение относно френската помощ при строежа на корабостроителницата в Йокосука и изпраща молба до Франция и Великобритания за изпращане на военни съветници, които да обучат армията на Токугава по западни методи. Великобритания изпраща Мисията на Трейси за обучение на моряци. Френският външен министър Дроян дьо Люс (1865 г. – 1881 г.) предава искането до френското правителство относно обучението на японските войски.

## Мисията
Мисията се състои от 17 души под командването на министъра на войната, генерал Жак Луи Рандон. В нея са включени 4 офицери (от пехотата, кавалерията и артилерията), 10 подофицери и 2 войници. Тя е оглавена от щабния капитан Шарл Сулпис Жул Шаноан, който по онова време е аташе на щаба в Париж.

## Дейност
Мисията отпътува от Марсилия на 19 ноември 1866 и пристига в Йокохама на 14-и януари 1867 г. Тя е посрещната от Леон Рош и командира на френската далекоизточна ескадра, адмирал Пиер-Густав Роз. 
Военните инструктори успяват да обучат елитните части на шогуна Токугава Йошинобу, наречени деншутай за по-малко от година, преди силите на шогуната да бъдат победени от императорските войски във войната Бошин. След това на френската военна мисия е заповядано да напусне Япония според декрет, издаден от император Мейджи, който поема властта през октомври 1868 г.
Въпреки договорката, никоя чужда страна да не участва във военните действия по време на войната Бошин, Жул Брюне и четирима от неговите подофицери избират да останат в Япония и да подкрепят шогуната. Те напускат френската армия и се отправят към северната част на страната с остатъците от армията на Токугава с надеждата да организират контраатака. Конфликтът продължава до май 1869 г. след победата над силите, верни на шогуна в битката при Хакодате.